# 中村隆天
中村 隆天（なかむら りゅうてん、1965年5月10日 - ）は、京都府京都市出身の俳優、演出家、劇団 浪漫狂を主宰。

## 来歴・人物
1965年5月10日、京都府京都市下京区御前田町に生まれる。
大阪芸術大学舞台芸術学科卒業。1984年にジャパン・アクション・クラブでスタントマンを経て、1989年、坂上二郎に師事。1992年から2003年に渡り「劇団浪漫狂時代」を主宰し、2004年から今現在に渡り「劇団浪漫狂」を主宰。舞台においては1992年から作・演出なども務めている。映画、ドラマ、Vシネマなどの映像作品においても個性派俳優として活躍をみせている。

## 出演歴

### 舞台
- 五月晴れの青い空（2004年、浪漫狂公演）作・演出・主演
- ピアソラータ九月の夜空（2004年、浪漫狂公演）作・演出・主演
- ピカレスクpp行進曲♪（2005年、浪漫狂公演）作・演出・主演
- 天使の涙はダイヤモンド（2007年、浪漫狂NEO公演）作・演出
- アカキミドリ（2008年、浪漫狂NEO公演）監修
- 村は生きている〜万里一空〜（2008年、浪漫狂NEO公演）作・演出
- 新・五月晴れの青い空（2009年、浪漫狂NEO公演、俳優座劇場）作・演出・主演
- キスしてほしい。（2010年、浪漫狂公演、俳優座劇場）脚色・演出・主演
- Promoters！（2010年、浪漫狂公演）演出・脚色
- 新・六月のすみれ草（2011年、浪漫狂公演）作・演出
- 傷心館の幽霊（2011年、浪漫狂公演）脚色・演出
- サージェント（2012年、浪漫狂公演、紀伊國屋ホール）脚色・演出・主演
- ピアソラータ（2012年、浪漫狂公演）作・演出
- トラブルマスターズ（2013年、浪漫狂公演、シアターサンモール）脚色・演出
- ラストシャフル（2013年、浪漫狂公演、シアターサンモール）脚色・演出・出演
- キスしてほしい。（2014年、浪漫狂公演、紀伊國屋ホール）脚色・演出・主演
- See you Again!（2014年、浪漫狂公演、シアターサンモール）演出・出演
- 屋根の上の魔女　(2015年、紀伊國屋ホール）演出・出演

### 映画
- 修羅の群れ（2002年）
- ピカレスク〜人間失格〜（2002年、モントリオール国際映画祭出品作品）
- 新・影の軍団（2003年）
- 人斬り銀次（2003年）
- HEAT〜灼熱〜（2004年）
- 心砕いて（2006年）
- 「親父」（2007年）
- 紀録黎明「キノマの大地」（2007年)(日中合作映画)
- W・B・G（2007年)
- I am a HERO（2007年）
- 髪がかり（2008年）
- 平凡ポンチ（2008年）
- K-20 怪人二十面相・伝（2009年）
- 大阪ハムレット（2009年）
- 津軽百年食堂（2011年）
- マダム・マーマレードの異常な謎(2013年)
- 小川町セレナーデ(2014年、脚本・監督:原桂之介、新藤兼人賞2014 銀賞受賞)秀島英男(ヒデさん)役
- Z〜ゼット〜果てなき希望(2014年、監督:鶴田法男 原作:相原コージ)黒瀬治郎役
- アキラ No.2(2014年、監督:吉村典久、原作:奥嶋ひろまさ)関塚誠(若頭)役
- リケ恋-理系が恋に落ちたので証明してみた-（2019年）
- Back Street Girls-ゴクドルズ-　(2019年、監督:原桂之介）
- 全料連PRドラマ「そう、あの料理店で・・・」（2023年、監督:原桂之介）- ショートムービー
- リブートメン〜眠らぬ街のコンカフェ探偵〜　(2025年、監督・脚本：中村公彦）- アクション監修

### テレビ
- 黒革の手帖（2004年、テレビ朝日）
- アストロ球団（2005年、テレビ朝日）準レギュラー出演　啓助役
- おかわり飯蔵（2007年、テレビ東京）
- 風林火山（2007年、NHK大河）
- ティッシュ（2007年、テレビ朝日）
- ガンジス河でバタフライ（2007年、テレビ朝日）
- 荒川アンダーザブリッジ（2011年、TBS・MBS）第4話ゲスト
- 深夜の用心棒〜EPISODE#0〜 (2014年、tvk(テレビ神奈川))全12話レギュラー出演 門藤政也(政やん)役
- 「CODE:M(コードネームミラージュ)」(2017年、テレビ東京)第10話 カルト教団幹部役
- 水曜エンタ「証言者が激白！あの事件の知らなかったコトＳＰ」JR博多駅前陥没事故 ドキュメンタリーＶ　(2017年、テレビ東京)主演
- Back Street Girls-ゴクドルズ-　(2019年、MBS・TBS)全６話レギュラー出演
- 理想的本箱 君だけのブックガイド(2024年4月13日・4月18日・6月1日・8月15日、NHK Eテレ）

### CM
- 任天堂DS 英語が苦手な大人のDSトレーニングえいご漬け パーティ会場篇（2006年）